# دیوید سولاری (دوچرخه‌سوار)
دیوید سولاری (ایتالیایی: David Solari؛ زادهٔ ۶ ژوئن ۱۹۶۸) دوچرخه‌سوار اهل استرالیا است.